# Pierre Gauthier
Pierre Gauthier   (París, 21 de gener de 1879 - segle XX) va ser un regatista francès que va competir a començaments del segle xx.
El 1924 va prendre part en els Jocs Olímpics de París, on va guanyar la medalla de bronze en la regata de 8 metres del programa de vela, a bord del Namoussa, junt a Louis Bréguet, Robert Girardet, André Guerrier i Georges Mollard.